# Відьма (фільм, 1990)
«Ві́дьма» (або «Коното́пська ві́дьма») — український радянський комедійний фільм Кіностудії ім. О. Довженка 1990-го року. Екранізація (за мотивами) однойменної сатирико-фантастичної повісті Г. Квітки-Основ'яненка.

## Сюжет
Сюжет побудований на екранізації повісті «Конотопська відьма» в котрій, у сатирично-іронічному стилі, зображено побут козацького сотенного містечка часу присмерку Гетьманщини на прикладі Конотопської сотні. Стрічка містить специфічний, колоритний чорний гумор, складову та елементи фільваркової еротики.

## Актори
- Богдан Бенюк — сотник Забрьоха
- Лев Перфілов — писар Пістряк
- Елеонора Покровська-Уракчеєва — відьма
- Володимир Шпудейко — Йосип
- Галина Ковганич — Олена
- Марія Капніст — відьма
- Георгій Гавриленко — Дем'ян Халявський
- Люба Гой — шинкарка
- Любов Руднєва — Паська
- Оксана Григорович — Вівдя
- Віктор Степаненко — Левурда
- Петро Бенюк — Місюра
- С. Лихогоденко, Н. Роскокоха, Є. Цибульський, О. Акайомов, Г. Капітоненко — епізоди

## Знімальна група
- Режисер-постановник: Галина Шигаєва
- Сценарист: Богдан Жолдак
- Оператор-постановник: Богдан Вержбицький
- Композитор: Володимир Гронський
- Художники-постановники: Олександр Шеремет, Володимир Веселка
- Монтажер: Наталія Акайомова
- Живопис Миколи Рєзника
- Режисер: Емілія Іллєнко
- Звукооператор: Тетяна Чепуренко
- Оператори: Віктор Гапчук, Олег Ткачук
- Художник по гриму: Олена Бондарева
- Художник по костюмах: Тарас Ткаченко
- Комбіновані зйомки: Сергій Горбик, Олександр Горбик, Олег Савицький
- Редактор: Олександр Шевченко
- Директор фільму: Дмитро Бондарчук